# ISO 3166-2:KG
ISO 3166-2:KG – kody ISO 3166-2 dla podjednostek administracyjnych Kirgistanu.
Kody ISO 3166-2 to część standardu ISO 3166 publikowanego przez Międzynarodową Organizację Normalizacyjną. Kody te są przypisywane głównym jednostkom podziału administracyjnego, takim jak np. województwa czy stany, każdego kraju posiadającego kod w standardzie ISO 3166-1. 
Aktualnie (2020) dla Kirgistanu zdefiniowano kody dla 2 miast i 7 regionów. 
Pierwsza część oznaczenia to kod Kirgistanu zgodnie z ISO 3166-1, natomiast druga część oznaczenia znajdująca się po myślniku to dwuliterowy kod miasta lub jednoliterowy kod regionu. 

## Kody ISO
| Kod ISO | Nazwa jednostki administracyjnej | Nazwa jednostki administracyjnej w języku kirgiskim | Nazwa jednostki administracyjnej w języku kirgiskim | Nazwa jednostki administracyjnej w języku perskim | Rodzaj jednostki administracyjnej |
| ------- | -------------------------------- | --------------------------------------------------- | --------------------------------------------------- | ------------------------------------------------- | --------------------------------- |
| KG-GB   | Biszkek                          | Бишкек                                              | Bişkek                                              | ىشکەک                                             | miasto                            |
| KG-GO   | Osz                              | Oш                                                  | Oş                                                  | اوش                                               | miasto                            |
| KG-B    | Issykkulski                      | Ысык-Көл облусу                                     | Isıq-Köl oblusu                                     | ىسىق-كۅل وبلاستى                                  | obwód                             |
| KG-C    | Czujski                          | Чүй облусу                                          | Çüy oblusu                                          |                                                   | obwód                             |
| KG-J    | Dżalalabadzki                    | Жалал-Абад облусу                                   | Jalal-Abat oblusu                                   |                                                   | obwód                             |
| KG-N    | Naryński                         | Нарын облусу                                        | Narın oblusu                                        | نارىن وبلاستى                                     | obwód                             |
| KG-O    | Oszyński                         | Ош облусу                                           | Oş oblusu                                           | وش وبلاستى                                        | obwód                             |
| KG-T    | Tałaski                          | Талас облусу                                        | Talas oblusu                                        |                                                   | obwód                             |
| KG-Y    | Tałaski                          | Ысык-Көл облусу                                     | Isıq-Köl oblusu                                     | ىسىق-كۅل وبلاستى                                  | obwód                             |